# Ludwig-Hofacker-Kirche (Stuttgart)

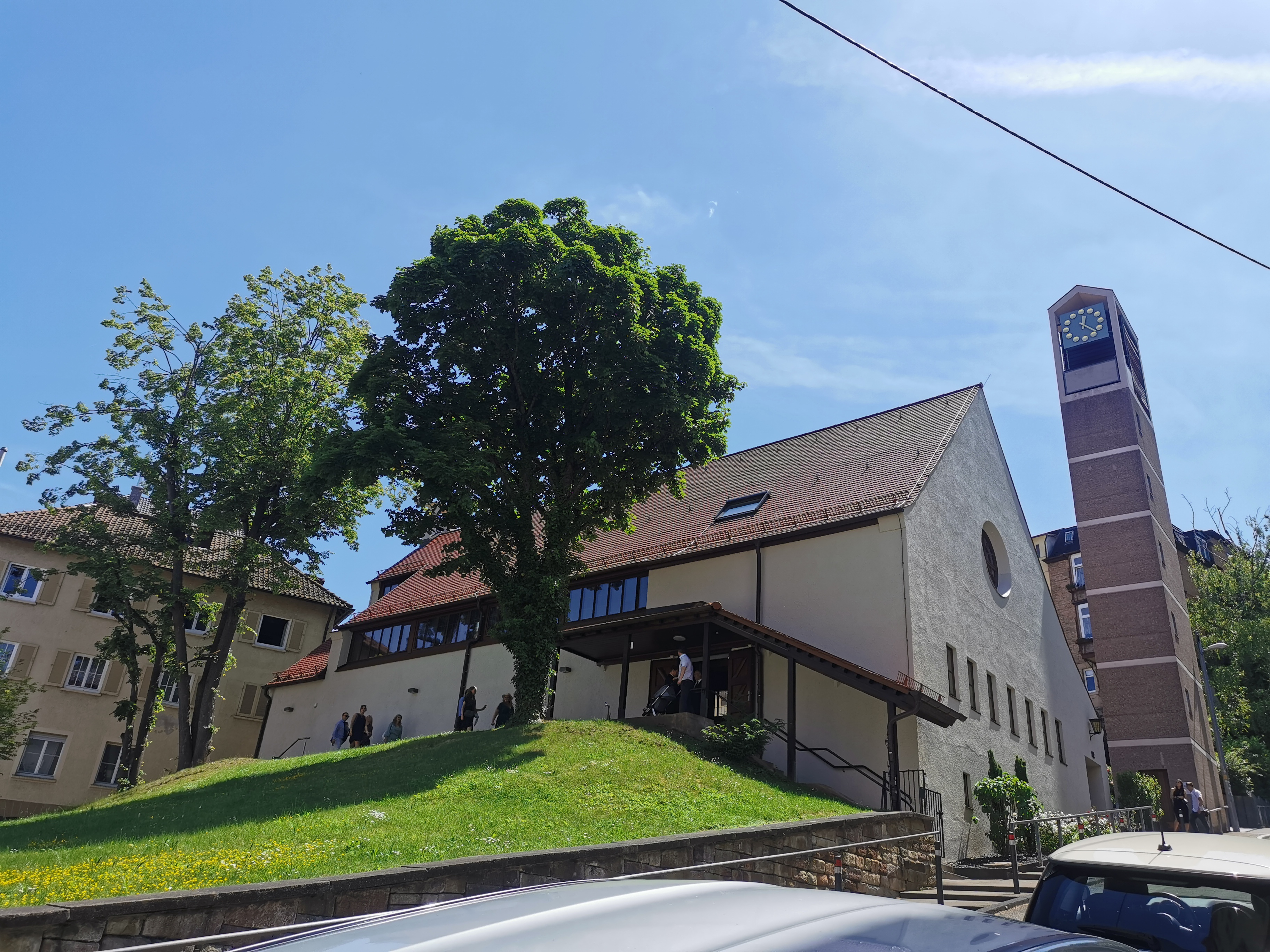
Ludwig-Hofacker-Kirche

Die Ludwig-Hofacker-Kirche ist eine evangelische Kirche in Stuttgart. Sie ist eine von insgesamt 43 Notkirchen, die nach dem Zweiten Weltkrieg in Deutschland entstanden, zählt zu den ersten Kirchenneubauten in Stuttgart nach 1945 und steht seit 2005 unter Denkmalschutz. Die Gemeinde gehört der Evangelischen Landeskirche in Württemberg an.

## Geschichte

### Die erste Ludwig-Hofacker-Kirche (1932–1944)
Bereits ab 1899 plante die Leonhardsgemeinde einen Kirchbau mit bis zu 800 Sitzplätzen für die neu entstandenen Wohngegend am Bopser und erwarb dazu 1903 das Grundstück an der Dobelstraße, doch durch den Ersten Weltkrieg und die Inflation konnten die Pläne zunächst nicht umgesetzt werden. 1932 wurde schließlich die erste Ludwig-Hofacker-Kirche nach Plänen des Architekten Zacharias Schäffer als schlichter, turmloser Betsaal mit 300 Sitzplätzen errichtet. Zunächst war die Kirche eine Filiale der Leonhardskirche, bevor ihre Gemeinde 1937 selbstständig wurde und nach dem evangelischen Theologen und Prediger Ludwig Hofacker benannt wurde. Hofacker hatte zeitweise als Hilfsprediger an der Leonhardskirche gewirkt und galt als herausragender Vertreter der pietistischen Bewegung.
Im Juli 1944 wurde die Kirche samt Pfarrhaus bei einem der Luftangriffe auf Stuttgart zerstört.

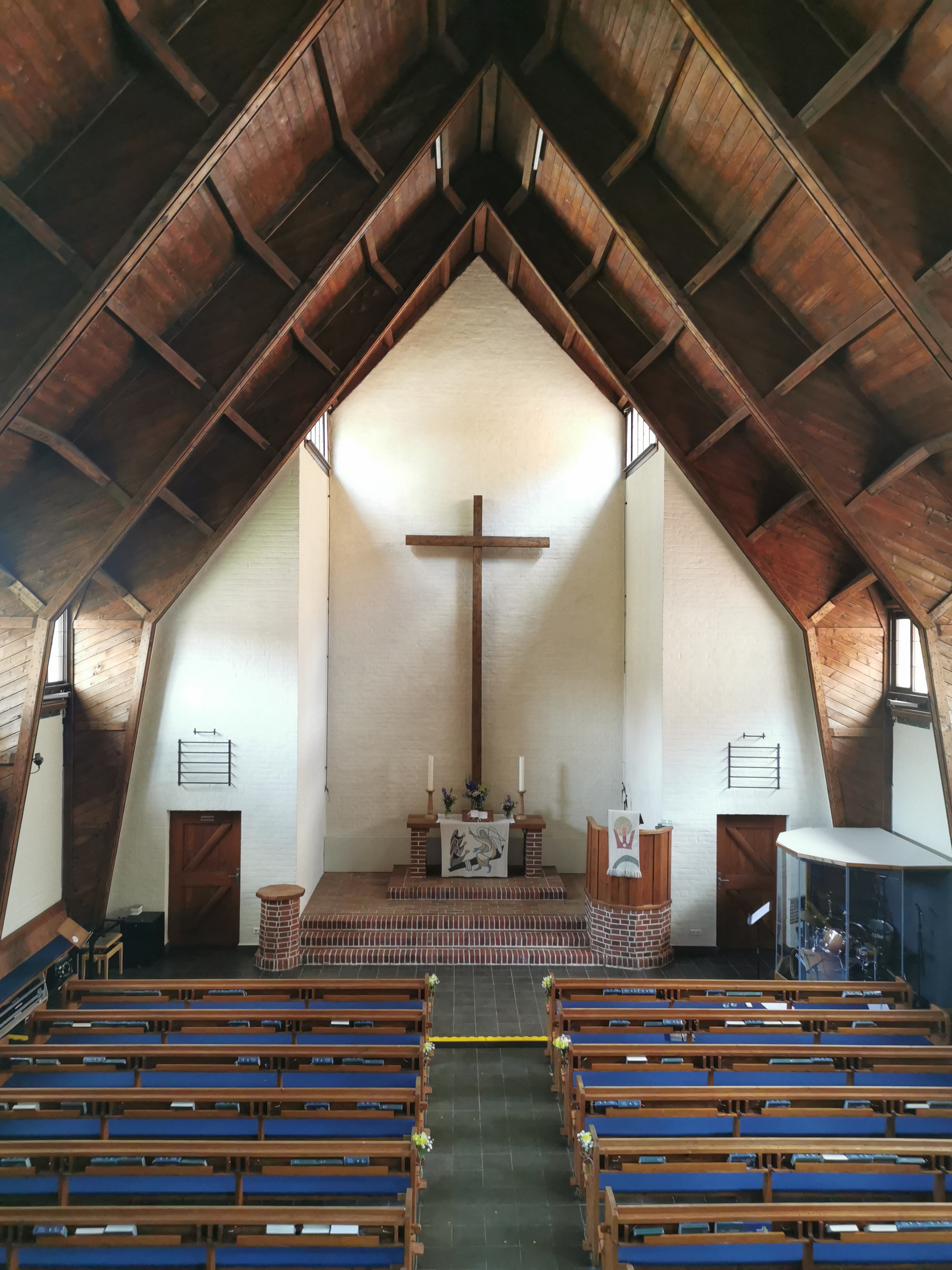
Blick zum Altar

### Die zweite Ludwig-Hofacker-Kirche (1949)
In der unmittelbaren Nachkriegszeit konnte ein Wiederaufbau zunächst nicht erfolgen, da der Fokus auf Infrastrukturmaßnahmen und Wohnungsbau lag. Provisorisch fanden Gottesdienste im Erdgeschoss des Privathauses Danneckerstraße 36 statt. In diesem Kontext gründete die Evangelische Kirche 1945 das Hilfswerk der Evangelischen Kirchen in Deutschland (HEKD), das unter anderem ein Kirchenbauprogramm für Notkirchen ins Leben rief. Die Leitung der Bauabteilung übernahm der Architekt Otto Bartning, der bereits in der Weimarer Zeit als bedeutender Kirchenarchitekt hervorgetreten war. Bartning entwickelte ein modulares System für Kirchenbauten, das aus vorgefertigten Elementen bestand. Sein Konzept sah ein Tragwerk aus hölzernen Dreigelenkbindern in Kombination mit einer Dachkonstruktion vor. Dabei sollte trotz der Standardisierung Raum für örtliche Anpassungen und gestalterische Eigenheiten bleiben.
Die Finanzierung der Notkirchen erfolgte über Spenden internationaler Kirchenverbände, vermittelt durch den Ökumenischen Rat der Kirchen. Für die Ludwig-Hofacker-Kirche kam die Unterstützung von der US-amerikanischen Sektion des Lutherischen Weltbunds. Voraussetzung für die Spende eines Gebäude-Bausatzes war, dass die jeweilige Gemeinde den Bauplatz stellte, die Fundamente errichtete und für die Aufmauerung der Umfassungswände – meist unter Verwendung von Trümmermaterial – sorgte. Zusätzlich konnten Fenster, Türen, Gestühl und weitere Ausstattungsteile geliefert werden.
Bartning entwarf zwei Typen von Notkirchen: den nur zweimal realisierten Typ A sowie den häufiger ausgeführten Typ B mit drei Varianten der Chor-Ausbildung. Die Ludwig-Hofacker-Kirche gehört zum Typ B und wurde unter der Leitung des Stuttgarter Architekten Richard Bareiss geplant. Die Grundsteinlegung erfolgte am 1. Mai 1949, die Einweihung fand bereits am 12. Februar 1950 statt. Während der gesamten Bauphase stand Bareiss in enger Abstimmung mit Bartning, wie es die Richtlinien des HEKD vorsahen. Die gestalterische Verantwortung lag letztlich beim HEKD, das dem Spender gegenüber für das Gesamtbild bürgte.

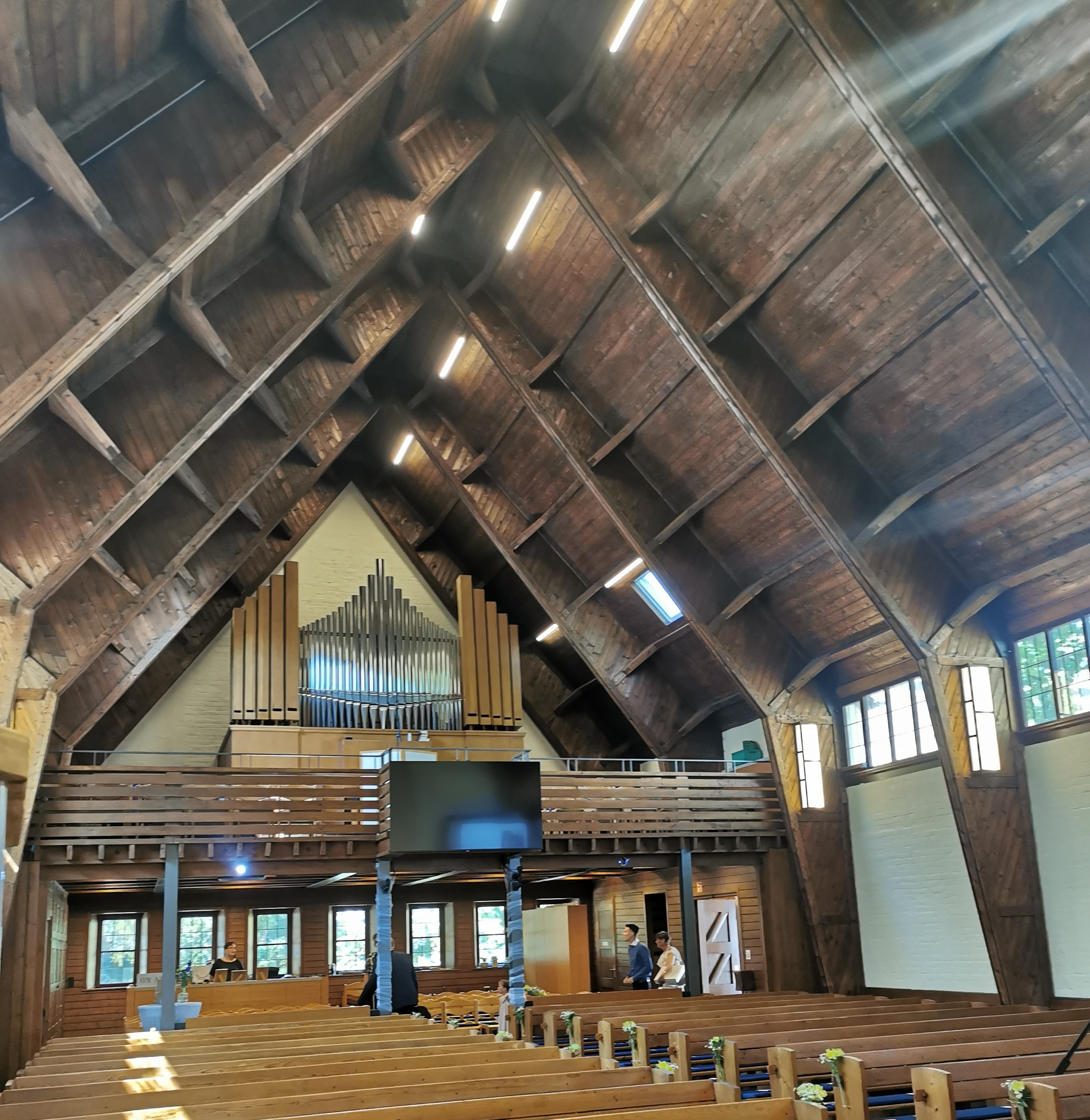
Blick zur Orgelempore

Der Kirchenbau entspricht einer einfachen Saalkirche mit 400 Sitzplätzen, einem gemauerten Altarraum und einem unter der Empore abtrennbaren Gemeindesaal. Charakteristisch sind die stützenlose, längs auf den Altar ausgerichtete Raumform, das Tragwerk aus hölzernen Dreigelenkbindern und der reduzierte Materialeinsatz. Die rechteckige Altarapsis mit schlichtem Holzkreuz wird seitlich von Räumen flankiert, die ursprünglich als Sakristei und Mesnerraum dienten. Zu den Besonderheiten des Baus zählen zwei Eingänge (nordöstlich und südwestlich), ein Dachreiter mit Glocke und ein teilweise ausgebautes Untergeschoss aufgrund der Hanglage. Die Innenwände wurden geschlämmt, später wurden auch die Außenwände verputzt, um ein einheitliches Erscheinungsbild zu erzielen.

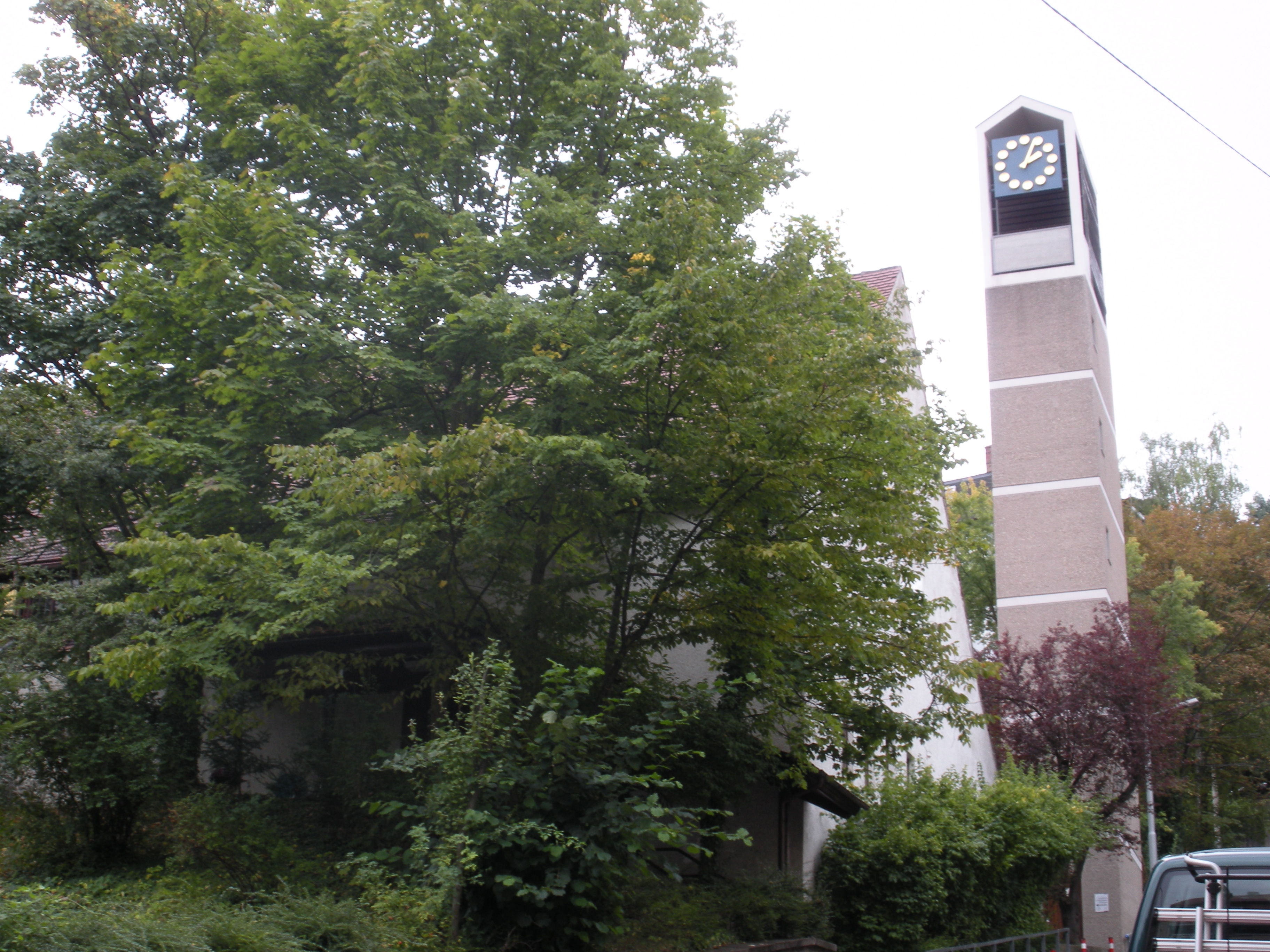
Campanile von 1960

In den folgenden Jahren wurde der Kirchenbau durch weitere Gebäude ergänzt. 1955–1956 entstand ein Gemeindehaus mit Kindergarten, Veranstaltungsräumen und Jugendräumen nach Plänen der Architekten Hans Wolfram Theil und Gerhard Greif; 1960 wurde ein freistehender Campanile in Stahlbetonkonstruktion mit Backsteinverblendung errichtet. Bei einem späteren Umbau erhielt die Kirche einen barrierefreien Zugang.

#### Orgel
1948 wurde zunächst ein Orgelpositiv der Firma Walcker mit 5 Registern aufgestellt, das dann 1957/58 durch eine zweimanualige Orgel mit 19 Registern der Orgelbaufirma Walcker ersetzt wurde.